# Munition sans étui

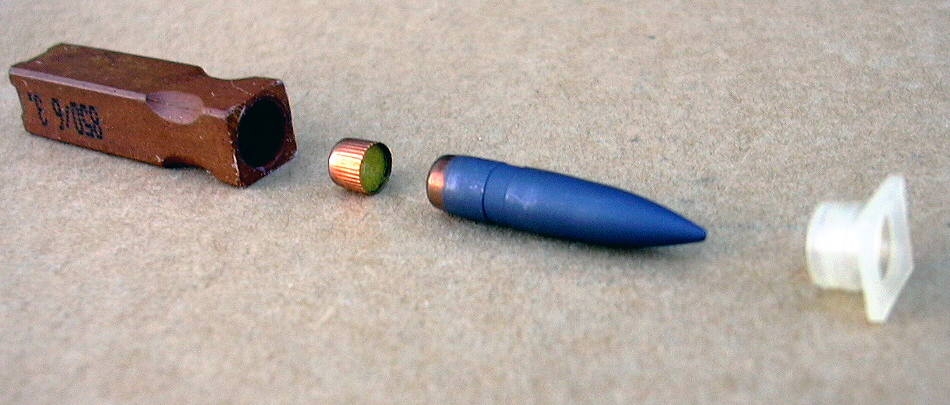
La munition sans étui 4.73 x 33 mm, utilisé dans le fusil Heckler & Koch G11, photographiée démontée. Ses composants sont, de gauche à droite, le propergol solide, l'amorce, la balle, et un bouchon en plastique qui sert à maintenir la balle centrée dans le bloc propulseur.

Une munition sans étui ou une munition sans douille est un type de munitions d'armes légères, qui élimine l'étui de cartouche qui maintient habituellement l'amorce, propulseur, ainsi que le projectile ensemble en une seule unité.
La munition sans étui est une tentative pour réduire le poids et le coût des munitions en supprimant l'étui, qui est généralement une pièce de précision en laiton ou en acier. Elle a aussi pour but de simplifier le fonctionnement des armes à feu automatiques, en éliminant la nécessité d'extraire et d'éjecter l'étui vide après le tir. Son acceptation a été entravée par des problèmes de coût de production, de sensibilité à la chaleur, d'étanchéité, et de fragilité. Son utilisation à ce jour reste limitée à des prototypes et à des armes à feu de faible puissance.

## Histoire
Pendant la Seconde Guerre mondiale, l'Allemagne commença un programme intensif de recherche et de développement d'une munition sans étui pour un usage militaire. Il fut initié par la rareté croissante des métaux, en particulier du cuivre utilisé pour fabriquer les douilles. Les Allemands eurent un certain succès, mais insuffisant pour produire un système de cartouche sans étui pendant la guerre. Le Japon développa avec succès, pendant la guerre, le Ho-301 (en), un canon automatique de 40 mm destiné à être monté sur des avions. Il fut admis au service actif, bien que de façon relativement limitée, utilisé dans la défense des îles japonaises pendant les derniers mois de la guerre.

## Munitions sans étui
Les munitions modernes sans étui se composent d'une masse solide de propulseur, à l'origine de la nitrocellulose, moulée à la forme souhaité pour former le corps de la cartouche, avec une cavité pour accepter la balle et une amorce, de préférence combustible, qui sont collées en place. La cartouche complète peut également contenir une charge d'appoint de poudre propulsive, pour aider à enflammer le corps et fournir une poussée initiale à la balle.
De nombreuses cartouches sans étui sont également télescopiques. Dans ce cas, la majeure partie de la balle est contenue dans le corps de la cartouche, afin de réduire la longueur de l'ensemble. Une cartouche plus courte permet de réduire la distance du mécanisme de l'arme à feu pour charger une nouvelle balle, ce qui permet de tirer un nombre de coup par unité de temps plus grand et une plus grande probabilité de multiples coups sur une cible à longue portée. L'absence d'un étui réduit également sensiblement le poids de la cartouche, en particulier dans les fusils ayant un canon de petit calibre. Par exemple, les munitions sans étui conçues par l'inventeur autrichien Hubert Usel pour le Voere VEC-91 (en) pèsent environ un tiers du poids des munitions ordinaires de même calibre,,.
Bien que l'opération de remplacer un étui par une charge de propulseur solide puisse sembler simple, elle n'est toutefois pas sans conséquences. En effet, l'étui n'assure alors plus que le maintien en un seul ensemble des composants de la cartouche, et ses autres fonctions doit être remplacées si l'étui doit être remplacé. Les munitions sans étui ne sont pas sans inconvénients, et ces inconvénients doivent être résolus pour leur permettre de connaître un succès plus important.

### Sensibilité à la chaleur
Le premier gros problème, particulièrement préoccupant dans les applications militaires, qui impliquent souvent des tirs soutenus, est la sensibilité à la chaleur de la munition. La nitrocellulose, le composant principal de la poudre à canon moderne, s'enflamme spontanément à une température relativement basse d'environ 170 °C. L'une des fonctions d'une douille de cartouche métallique est de dissiper la chaleur ; lors de son extraction après le coup de feu, chaque étui métallique évacue une quantité importante de la chaleur provenant de la combustion du propulseur, ralentissant la vitesse à laquelle la température augmente dans la chambre. L'isolation thermique fournie par la douille fonctionne également dans l'autre sens, l'isolation isole la poudre propulsive de la chaleur accumulée dans les parois de la chambre.
Sans douille pour assurer ces fonctions, les munitions sans étui à base de nitrocellulose vont commencer à s'auto-enflammer, à cause de la chaleur résiduelle de chambre, beaucoup plus tôt que les cartouches à douille. L'auto-inflammation peut être évitée en concevant l'arme à feu pour tirer avec une culasse ouverte, mais cela a un fort impact sur la précision, et donc ne convient que pour des mitrailleuses et des pistolets mitrailleurs.
La solution normale au problème de la chaleur est d'augmenter la résistance à la chaleur, en passant à une charge propulsive ayant une température d'auto-allumage plus élevée, typiquement un explosif non cristallin soigneusement formulé pour fournir une vitesse de combustion adéquate,. Heckler & Koch, de concert avec Dynamit Nobel, parvint à une telle tâche en produisant des munitions sans étui relativement résistantes à la chaleur.

### Étanchéité
Une autre fonction importante fournie par la cartouche est d'assurer l'étanchéité à l'arrière de la chambre. Lors du tir d'une cartouche avec étui, la pression dans la chambre fait gonfler la douille métallique qui obture la chambre. Cela empêche le gaz de sortir à l'arrière de la chambre, et il a également été démontré expérimentalement que la douille fournit un soutien important à la culasse mobile. Sans la douille pour fournir cette étanchéité, la conception des armes à feu doit tenir compte de cela et fournir un moyen de sceller l'arrière de la chambre. Ce problème avait été rencontré avec le fusil Dreyse. Le Chassepot français résolut le problème des fuites de la culasse avec l'ajout d'un joint en caoutchouc sur la culasse mobile.
Les munitions sans étui télescopiques doivent également faire face au problème du blocage du canon, car la balle est entourée de propulseur. La charge d'appoint est utilisée pour résoudre ce problème, en fournissant une poussée initiale pour forcer la balle hors du corps de la cartouche et dans le canon, avant que le charge propulsive principale ne brûle.

### Fragilité
Les munitions sans douille sont limitées par le fait que le corps de cartouche est principalement constitué de poudre propulsive, dont les propriétés structurales sont secondaires par rapport aux propriétés de combustion. Le principal problème est l'extraction. Alors que les munitions sans étui éliminent le besoin d'extraire lorsque le coup est tiré, l'extraction est nécessaire en cas d'incident de tir, ou pour décharger l'arme à feu. Avec des douilles métalliques, ce besoin est réalisé par une collerette (en) ou une gorge d'extraction usinée à l'arrière de l'étui. Même dans les cartouches complètement encapsulées dans du plastique, tels que les cartouches de chevrotine de la marque Activ pour fusils de chasse, une collerette métallique mince est moulé dans le corps en plastique pour fournir un appui pour l'extracteur,,.

## Armes à feu modernes tirant des munitions sans étui
L'un des premiers systèmes d'armes à feu tirant des munitions sans étui, ainsi que ses munitions, furent produits par le fabricant d'armes à air comprimé Daisy Outdoor Products (en), en 1968. Le fusil Daisy V/L (en) utilisait une munition calibre .22 (5,5 mm) sans étui de faible puissance sans amorce. Le fusil était essentiellement une carabine à air comprimé avec un piston à ressort, mais lorsqu'il était utilisé avec la munition V/L, l'énergie dégagée par la compression du piston chauffait l'air derrière la cartouche sans étui suffisamment pour allumer la charge propulsive, et cela générait la majeure partie de l'énergie de la combustion. Le système du fusil Daisy V/L fut abandonné en 1969, après que l'ATF eut jugé qu'il n'était pas un pistolet à air comprimé, mais une arme à feu, ce que Daisy n'était pas autorisé à produire.
Certains fusils d'assaut ont utilisé des munitions sans étui. L'une des armes les plus connues de ce type est le G11, produit par Heckler & Koch comme remplaçant potentiel du fusil de bataille G3. Bien que le G11 ne soit jamais entré en production de série, il passa par un certain nombre d'étapes de prototypes essayés sur le terrain, dont les tests prévus par le programme de fusil de combat avancé (en) américain. Alors qu'il devait être adopté par l'armée ouest-allemande, suivant un plan établi en vue de l'acquisition de 300 000 fusils G11K2 sur une période allant de 1990 à 2002, les dépenses liées à la réunification de l'Allemagne, et l'impossibilité d'adapter le G11 aux munitions standards de l'OTAN, conduisirent à l'annulation du projet G11 et l'adoption d'un fusil moins cher, plus conventionnel par rapport au fusil d’assaut standard de l’OTAN, le G36 de calibre 5,56 mm. La munition sans douille du G11 fut par la suite utilisée comme base du développement de munitions sans étui du programme américain Lightweight Small Arms Technologies (en).
Le premier fusil tirant des munitions sans étui commercialisé avec une mise à feu électronique (en) était le Voere VEC-91 (en).